# Zelinda
A Zelinda vitatott eredetű női név, Goldoni olasz drámaíró műveiben fordul elő. Az olaszban a Gelinda (ejtsd: Dzselinda) alakváltozata, ez pedig valószínűleg germán eredetű, a jelentése győzelem + hársfa pajzs.

## Gyakorisága
Az 1990-es években szórványos név, a 2000-es években nem szerepel a 100 leggyakoribb női név között.

## Névnapok
- szeptember 22.[2]
- október 17.[2]